# 性的ヒーリング〜其ノ壱〜
『性的ヒーリング〜其ノ壱〜』（せいてきヒーリング そのいち）は、1999年11月10日に発売された椎名林檎初のミュージック・ビデオ集。発売元は東芝EMI。DVD版は2000年8月30日に2作目のミュージック・ビデオ集『性的ヒーリング〜其ノ弐〜』（VHS版・DVD版とも）と同時発売された。

## 概要
デビューシングル『幸福論』から、4thシングル『本能』までの表題曲のミュージック・ビデオが収録されている他、スペシャル映像として「ここでキスして。」のミュージック・ビデオの別バージョンとデビューアルバム『無罪モラトリアム』収録の「積木遊び」のミュージック・ビデオ、そして自身の曲を題材・BGMに使用した映画の宣伝CMのパロディ作品3本も収録。
初回生産分のみ、VHS版がカラーカセット仕様、DVD版がカラーケース仕様。
タイトルの「性的ヒーリング」は、マーヴィン・ゲイの楽曲「セクシャル・ヒーリング」が由来となっている。
また2013年11月13日に発売されたミュージック・ビデオ集『The Sexual Healing Total Care Course 120min.』にも、今作と同内容が収録されている。

## 収録内容
全作詞・作曲：椎名林檎
| #   | タイトル                                   | 作詞 | 作曲・編曲 | 監督         | 時間 |
| --- | ------------------------------------------ | ---- | ---------- | ------------ | ---- |
| 1.  | 「CM1」(あおぞら)                          |      |            |              | 0:29 |
| 2.  | 「CM2」(リモートコントローラー)            |      |            |              | 0:19 |
| 3.  | 「CM3」(眩暈)                              |      |            |              | 0:13 |
| 4.  | 「CM4」(Toshiba-EMI)                       |      |            |              | 0:25 |
| 5.  | 「ここでキスして。」                       |      |            | ウスイヒロシ | 4:37 |
| 6.  | 「歌舞伎町の女王」                         |      |            | ウスイヒロシ | 2:51 |
| 7.  | 「幸福論」                                 |      |            | ウスイヒロシ | 3:41 |
| 8.  | 「本能」                                   |      |            | 木村豊       | 4:15 |
| 9.  | 「積木遊び」(おまけ映像)                   |      |            | ウスイヒロシ | 3:24 |
| 10. | 「ここでキスして。」(別バージョン)         |      |            | ウスイヒロシ | 4:32 |
| 11. | 「時が暴走する」(おまけ映像；エンドロール) |      |            |              | 1:44 |

| #  | タイトル | 作詞 | 作曲・編曲 | 時間 |
| -- | -------- | ---- | ---------- | ---- |
| 1. | 「足蹴」 |      |            | 0:14 |

備考：
- パロディCM

1. 映画『あおぞら』（元ネタ『本能』のカップリング曲「あおぞら」）
2. ホラー映画『リモートコントローラー』（元ネタ『ここでキスして。』のカップリング曲「リモートコントローラー」）
3. 映画「眩暈」（元ネタ「ここでキスして。」のカップリング曲「眩暈」）